# 1496
Évszázadok: 14. század – 15. század – 16. század
Évtizedek: 1440-es évek – 1450-es évek – 1460-as évek – 1470-es évek – 1480-as évek – 1490-es évek – 1500-as évek – 1510-es évek – 1520-as évek – 1530-as évek – 1540-es évek
Évek: 1491 – 1492 – 1493 – 1494 –  1495 – 1496 – 1497 – 1498 – 1499 – 1500 – 1501

## Események

### Határozott dátumú események
- január 3. – Leonardo da Vinci sikertelenül kísérletezik maga készítette repülő szerkezetével.
- március 10. – Kolumbusz Kristóf Hispaniola szigetéről visszatér Spanyolországba befejezve második felfedezőútját a nyugati féltekén.
- április 16. – Károly János Amadé savoyai herceg halála, II. Fülöp savoyai herceg trónra lépése. (Lajos herceg fia, 1497-ig uralkodik.)
- október 7. – IV. Frigyesnek, I. Ferdinánd nápolyi király fiának trónra lépése. (Frigyest 1501-ben a franciák megfosztják trónjától.)

### Határozatlan dátumú események
- július – A Gonzalo Hernández de Cordoba vezette spanyol sereg ostrom után elfoglalja Atellát. (A foglyok között van Nápoly francia alkirálya is.)
- az év folyamán –
  - Ellentét tör ki Szapolyai János és Corvin János között birtokaik miatt, de kibékülnek egymással.[1]
  - Corvin János feleségül veszi Frangepán Beatrix grófnőt, akinek apjával és további horvát főurakkal együtt összeesküvést szőtt Ulászló király ellen. (A magyar udvar csírájában elfojtotta a szervezkedést.)[2]
  - II. Ulászló az országgyűlés határozatára börtönbe veti Ernuszt Zsigmond kincstárnokot.[3]

## Születések
- május 12. – I. Gusztáv svéd király († 1560)
- október 20. – Claude de Guise, a Guise-ház alapítója, Guise első hercege, francia hadvezér († 1550)

## Halálozások
- április 16. – II. Károly János Amadeus savoyai herceg (* 1489)
- október 7. – II. Ferdinánd nápolyi király (* 1467)
- november 1. – Filippo Buonaccorsi olasz író (* ismeretlen)